# Eric Nylund

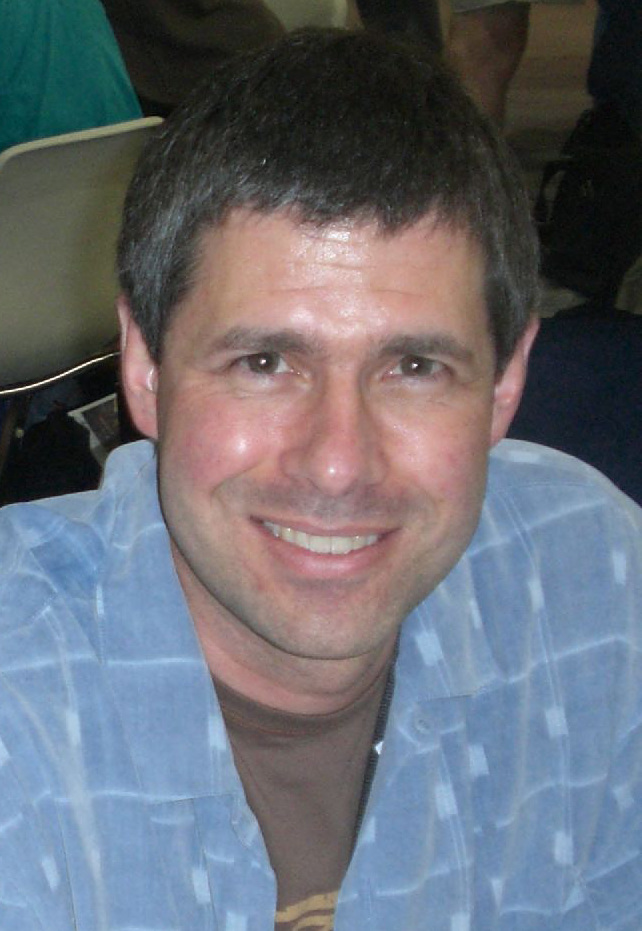
Eric Nylund, 2007

Eric S. Nylund (* 12. November 1964 in Panorama City, Kalifornien) ist ein US-amerikanischer Autor. Bekanntheit erreichte er durch seine Halo-Romane.

## Leben
Nylund hat einen Universitätsabschluss in Chemie und chemischer Physik. 1994 nahm er am Clarion Science Fiction Writers’ Workshop teil und hat daraufhin die Cyber-Thriller A Signal Shattered und Signal to Noise veröffentlicht, den Science-Fantasy-Roman A Game of Universe, die Fantasy-Romane Pawn's Dream, Dry Water und auch an der Kurzgeschichten-Sammlung zum gleichnamigen Spiel Crimson Skies mitgeschrieben. Dry Water wurde 1997 für den World Fantasy Award nominiert.
Heute lebt Nylund zusammen mit der Science-Fiction-Autorin Syne Mitchell in North Bend (Seattle). Er arbeitete am Graphic Novel Halo Wars: Genesis mit, welches in der Halo Wars Limited Edition im Jahr 2009 erschien. Im gleichen Jahr veröffentlichte er für die Serie Battlestar Galactica zusammen mit anderen Autoren das Comic The Cylon Wars.
2009 erschien Mortal Coils auf Englisch, welcher mit dem Titel Gemini – Der goldene Apfel auf Deutsch im Jahr 2010 veröffentlicht wurde. Im selben Jahr erschien der siebte Band der Halo-Reihe mit dem Titel Halo Evolutionen: Kurzgeschichten aus dem Halo-Universum, den Nylund u. a. zusammen mit Tobias S. Buckell, Karen Traviss sowie Jeff VanderMeer geschrieben hat.
Im Herbst 2015 erschien eine animierte Verfilmung seines Romanes Halo: Die Schlacht um Reach unter dem englischsprachigen Titel Halo: The Fall of Reach.

## Werke
- Pawn's Dream (englisch, 1995)
- Dry Water (englisch, 1997)
- Game of Universe (englisch, 1997)
- Signal to Noise (englisch, 1998)
- A Signal Shattered (englisch, 1999)
- Crimson Skies (englisch, 2002)
- Halo-Romane
  - Die Schlacht um Reach (Band 1 der Halo-Reihe, 2001)
  - Erstschlag (Band 3 der Halo-Reihe, 2004)
  - Geister von Onyx (Band 4 der Halo-Reihe, 2007)
  - Evolutionen: Kurzgeschichten aus dem Halo-Universum (Band 7 der Halo-Reihe, 2010)
- Halo-Comics
  - Halo Wars: Genesis (2009)
- Battlestar Galactica: The Cylon Wars (englisch, 2009)
- Gemini: Der goldene Apfel (2010)